# Neomixis striatigula
El jiji grande (Neomixis striatigula) es una especie de ave paseriforme de la familia Cisticolidae. Es endémica de Madagascar.

## Subespecies
Se reconocen las siguientes subespecies:
- Neomixis striatigula sclateri
- Neomixis striatigula pallidior
- Neomixis striatigula striatigula